# Toyoki Hasegawa
Toyoki Hasegawa (japanisch 長谷川 豊喜 Hasegawa Toyoki; * 18. April 1986 in der Präfektur Kumamoto) ist ein ehemaliger japanischer Fußballspieler.

## Karriere
Hasegawa erlernte das Fußballspielen in der Schulmannschaft der Luther Gakuin High School. Seinen ersten Vertrag unterschrieb er 2005 bei Sagan Tosu. Der Verein spielte in der zweithöchsten Liga des Landes, der J2 League. Für den Verein absolvierte er 82 Ligaspiele. Danach spielte er bei Verspah Ōita. Ende 2018 beendete er seine Karriere als Fußballspieler.